# Banjani (Bosanska Krupa)
Banjani falu Bosznia-Hercegovinában, a Bosznia-hercegovinai Föderáció Una-Szanai kantonjában, Bosanska Krupa községben.

## Fekvése
Bosznia-Hercegovina északnyugati részén, Bihácstól légvonalban 31, közúton 52 km-re északkeletre, Bosanska Krupa központjától légvonalban 15, közúton 21 km-re északra levő dombos, erdős területen, a Babinac és a Glodina-patakok völgyei között, a környező dombokon fekszik.

## Népessége
| Nemzetiségi csoport | Népesség 1991 | Népesség 2013 |
| ------------------- | ------------- | ------------- |
| Szerb               | 241           | 39            |
| Bosnyák             | 255           | 292           |
| Horvát              | 1             | 0             |
| Jugoszláv           | 0             | 0             |
| Egyéb               | 4             | 1             |
| Összesen            | 501           | 332           |

## Története
A Banjani egy régi horvát nemzetség volt, amely egykor itt, az Una folyó közelében, Mali Pset zsupániájában telepedett le. A falut, ahol laktak, eredetileg Banjának hívták, innen ered a nevük. Az egyházszervezetben Pset környéke a knini egyházmegyéhez tartozott. A falu később Banjani nevet kapta, és Pset környékével együtt a zágrábi plébániához tartozott, de a templom továbbra is a knini egyházmegye része volt. A törökök behatolásakor Banjániban végvári katonaság állomásozott. A Banjanik által lakott terület meghódításával (1575-1578) sok család felvette az iszlámot. Ezt követően sokan kivándoroltak az északi horvát vidékekre, vagy keveredtek a szomszédos bužimi és másutt élő horvát nemzetségekkel, akik szintén áttértek a muszlim hitre. Az ősi banjani családnevek közül ma a Maličevići, Kovačići, Vugrini és Pribegi családokat említik.
A törökök a lepusztult horvát földre Limből és Ibarból telepítettek szerb családokat, míg a mai nép többsége a 19. században érkezett Likából és Dalmáciából. A falu még 1981-ben is jelentős szerb többséggel rendelkezett, a bosnyák lakosság számaránya az 1970-es évetől ugrásszerűen emelkedett. A boszniai háború előtt már közel egyenlő arányú volt a szerb és a bosnyák lakosság.
A boszniai háború kezdetén, 1992-ben a boszniai szerb hadsereg részben elfoglalta e falu tágabb területét. 1993. január 11-én, a délelőtti órákban megkezdődött a "Munja '93" hadművelet, amelyet az ARBiH (Bosznia-hercegovinai Köztársaság Hadserege) 505. Bužimi gárdadandár egységei hajtottak végre Izet Nanić parancsnoksága alatt. A műveletben mintegy 360 bužimi katona vett részt. A másik oldalon a (Boszniai) Szerb Köztársaság Hadserege (VRS) Novigradi dandárjának a tagjai voltak (főleg Bosanski Noviból), Ranko Dabić parancsnoksága alatt. A harcban a szerb erők jelentős élőerő- és technikai szenvedtek, melynek következtében Bosanski Noviban többnapos gyászt hirdettek. Feltételezések szerint a szerbek élőerővesztesége körülbelül 160 katona és négy fogoly volt, míg az ARBiH 18 katonát veszített. Banjani falu szinte teljes területét megszállták az ARBiH egységei, és az kezükön is maradt a háború végéig.
Ma már Banjani lakosságának túlnyomó többsége muszlim vallású bosnyák.

## Nevezetességei
A Glodina-patak feletti magaslaton, a Glavica nevű lelőhelyen történelem előtti erődítmény maradványai találhatók. A kőből és földből épített erődítmény  egy 100 x 80 méteres nagyságú területet ölel fel. A területen számos vaskori cseréptöredék került elő.

## Fordítás
- Ez a szócikk részben vagy egészben  a   Banjani című horvát Wikipédia-szócikk ezen változatának fordításán alapul.  Az eredeti cikk szerkesztőit annak laptörténete sorolja fel. Ez a jelzés csupán a megfogalmazás eredetét és a szerzői jogokat jelzi, nem szolgál a cikkben szereplő információk forrásmegjelöléseként.
- Ez a szócikk részben vagy egészben  a   Banjani (Bosanska Krupa) című bosnyák Wikipédia-szócikk ezen változatának fordításán alapul.  Az eredeti cikk szerkesztőit annak laptörténete sorolja fel. Ez a jelzés csupán a megfogalmazás eredetét és a szerzői jogokat jelzi, nem szolgál a cikkben szereplő információk forrásmegjelöléseként.